# Gaetano Ballardini
Gaetano Ballardini (Faenza, 1 d'octubre de 1878 - Faenza, 26 de maig de 1953) va ser un historiador de l'art italià.
Gaetano Ballardini, a començaments del segle xx, va ser un dels primers de començar estudis sobre ceràmica antiga que va continuar al llarg de la seva vida. El 1908, amb el suport d'un comitè que va incloure el forlivès Tito Pasqui, va fundar el Museu Internacional de Ceràmica de Faenza on va romandre com a director fins a la seva mort.

## Biografia
Graduat a Ravenna, al principi es va fer càrrec d'ordenar arxius i amb aquesta qualificació va entrar a l'administració municipal de Faenza. Va organitzar exposicions històriques i d'art; el 1904 portava la comptabilitat de la Fàbrica de Ceràmica dels Germans Minardi. D'aquesta manera se'n va materialitzar dos dels principals interessos de la seva vida futura: una la història documental de la seva ciutat i una altra la de ceràmica.
Després de la fundació de la societat del Risveglio cittadino, Ballardini va organitzar als anys 1904, 1905, 1906, 1908 i 1911 exposicions d'art, que van tenir la culminació a la Internacional de 1908, inserida en l'Esposizione Regionale dell'Agricoltura Industria e Commercio, que celebrava el tercer centenari del naixement del gran físic de Faenza Evangelista Torricelli. En aquesta ocasió, amb el prestigi de reputación que ja havia adquirit dintre de l'ambient artístic, va poder comptar amb el suport d'un grup de periodistes, crítics i historiadors de l'art de tot Itàlia i la col·laboració del pintor-decorador Galileo Chini per al projecte i l'ornamentació de les sales, de l'escultor Leonardo Bistolfi, així com de l'escriptor i crític d'art Primo Levi.